# Entephria subbyssata
Entephria subbyssata là một loài bướm đêm trong họ Geometridae.